# ۱۰۷۷ (میلادی)
۱۰۷۷ (میلادی) هزار و هفتاد و هفتمین سال تقویم میلادی است.

## درگذشتگان
‎